# Rie Tanaka
Rie Tanaka (jap. 田中 理恵, Tanaka Rie; * 3. Januar 1979 in Sapporo, Hokkaidō) ist eine japanische Synchronsprecherin (Seiyū) und Sängerin, die vor allem durch ihre Rolle als Lacus Clyne in Gundam Seed/Gundam Seed Destiny und Chii in Chobits bekannt ist. Von ihren Fans wird sie oft "Rie-Rie" genannt.

## Leben
In der Grundschule war Tanaka Mitglied der "Buchgemeinschaft", da sie das Vorlesen liebte. Als sie an einer Leseveranstaltung teilnahm, waren die Kinder von ihrer Vorstellung begeistert und die Lehrer lobten ihre Leistung, was sie zu ihrer Entscheidung, eine Seiyū zu werden, motivierte.
Ihr Debüt gab sie 1998 in der Rolle als Akiko in Dokkiri Doctor.
Als Kind nahm Tanaka Gesangsunterricht und trat in zahlreichen Konzerten auf. 2001 und 2003 veröffentlichte sie als Solokünstlerin zwei Alben, Garnet und 24 wishes. Jedoch ist sie bisher nicht nennenswert erfolgreich. Im Juni 2009 veröffentlichte sie ihr erstes Fotobuch, Aya Rie.
Seit 2003 hat Rie Tanaka einen Fanclub, der sich „Café de Rie“ nennt.
Am 17. Juni 2012 heiratete sie den Synchronsprecher Kōichi Yamadera.

## Sprecherrollen
Bekannte Sprecherrollen von Rie Tanaka in Anime, Videospiele und Hörspiel-CDs:
- .hack//Sign (Morgana)
- Air Gear (Simca)
- Asura Cryin’ (Shuri Kurosaki)
- Atashinchi (Fubuki Haruyama)
- Azumanga Daioh (Koyomi Mizuhara)
- Burst Angel (Sei)
- Chobits (Chi/Elda/Freya)
- D.N.Angel (Towa-chan)
- Eve no Jikan (Sammy)
- Hatsukoi Limited (Misaki Yamamoto)
- Hell Girl (Akane Sawai)
- Higurashi no Naku Koro ni Kai (Frau/Nomura-san (Episode 17,21))
- Hyperdimension Neptunia (Neptune/Purple Heart)
- Kara no Kyōkai (Film) (Kirie Fujo)
- Katekyo Hitman Reborn! (Bianchi, Hibird, Uri)
- Macross Frontier (Monica Lange, Miranda Merin)
- Genshin Impact (Lisa)
- Gundam Seed (Lacus Clyne)
- Gundam Seed Destiny (Lacus Clyne und Meer Campbell)
- Psychic Academy (OVA) (Orina)
- Queen’s Blade (Nyx/Nix)
- Rozen Maiden Series (Suigintou)
- Stellvia of the Universe (Akira Tayama)
- Strike Witches (Minna-Dietlinde Wilcke)
- Toradora! (Yuri Koigakubo)
- Touhou Project Anime (Sakuya Izayoi)
- Uchuu no Stellvia (Akira Kayama)
- Shinryaku! Ika Musume (Chizuru Aizawa)
- Girls und Panzer (Maho Nishizumi)
- Girls und Panzer der Film (Maho Nishizumi)
- Girls und Panzer das Finale (Maho Nishizumi)

## Auszeichnungen
- 2007:

1. "Beste Hauptdarstellerin" in der Rolle als Hiroko Matsutaka (Hataraki Man) – 1. Seiyu Awards (nominiert)
2. "Beste Nebendarstellerin" in der Rolle als Lacus Clyne (Gundam Seed Destiny) – 1. Seiyu Awards (nominiert)